# Dan Corneliusson
Dan Corneliusson (né le 2 octobre 1961 à Trollhättan en Suède) est un ancien joueur international de football suédois.
Il est un des acteurs majeurs lors de la victoire de l'IFK Göteborg en coupe UEFA 1981-1982. C'est lors de cette même année qu'il finit également meilleur buteur de l'Allsvenskan.
Corneliusson a notamment joué pour Qviding FIF, VfB Stuttgart, Côme, et Malmö FF.
Il a joué en tout 22 fois pour l'équipe de Suède pour 12 buts.